# Todd Stephens
Todd Stephens est un réalisateur américain, scénariste et producteur. 

## Biographie
Todd Stephens a grandi à Sandusky (Ohio), qui a servi de décor à plusieurs de ses films, dont plusieurs sont le thème gay. Il a écrit et produit le film autobiographique Edge of Seventeen (1998). Il a réalisé Gypsy 83 (2001), ainsi que Another Gay Movie (2006) et sa suite Another Gay Movie 2 (2008) projeté pour la première au Festival du Film Frameline à San Francisco le 28 juin 2008.

## Filmographie
- 2001 : Gypsy 83
- 2006 : Another Gay Movie
- 2008 : Another Gay Movie 2
- 2021 : Swan Song